# 李鐸 (朝鮮)
李鐸（：／，1509年5月13日—1576年2月9日），字善鳴，朝鮮王朝中期文臣。本貫全義李氏。

## 生平
1531年通過進士試，1535年文科及第，任權知副正字。1542年，歷任正言、佐郎、持平。後與洪彦弼、尹仁鏡、柳灌、成世昌、尚震、李浚慶、李潤慶、尹漑、丁玉亨、沈連源、權橃、洪暹、鄭士龍等人一起彈劾尹元老。
1571年任右議政，1574年任左議政，後任領議政。死後諡定肅。